# Герб Могилів-Подільського району
Герб Могилів-Подільського району — офіційний символ Могилів-Подільського району, затверджений 12 січня 2006 р. рішенням сесії районної ради.

## Опис
Щит перетятий на срібне і лазурове поля пурпуровою балкою у вигляді літери "М" з червоною облямівкою. На верхній частині золоте подільське сонце, під яким - золоті шабля та пернач, покладені в косий хрест. Щит має лазурово-золоту облямівку.